# Musée du quartier de Leopoldstadt
 (mai 2024).
Si vous disposez d'ouvrages ou d'articles de référence ou si vous connaissez des sites web de qualité traitant du thème abordé ici, merci de compléter l'article en donnant les références utiles à sa vérifiabilité et en les liant à la section « Notes et références ».

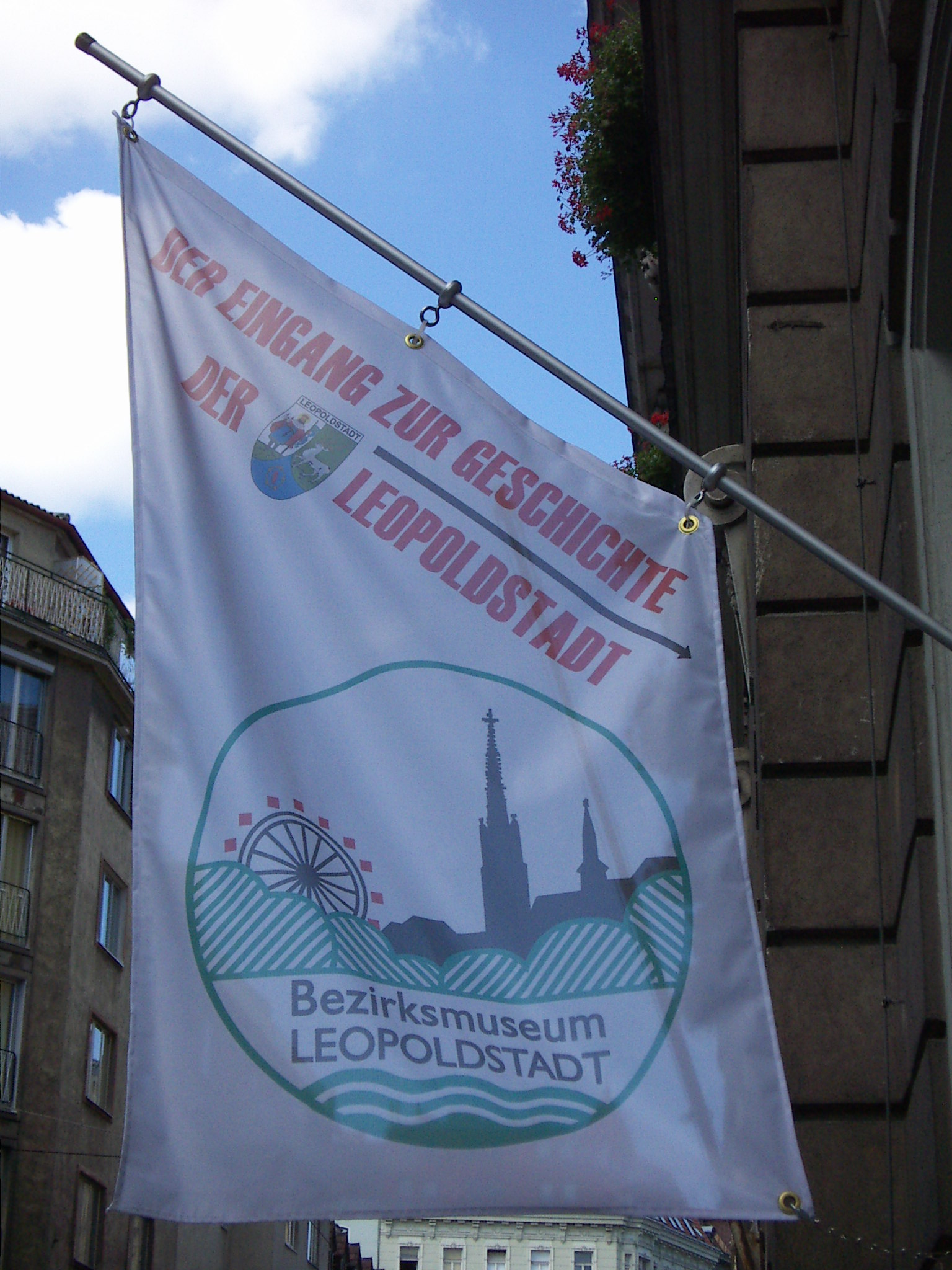
Drapeau à l'entrée

Le Bezirksmuseum Leopoldstadt est le musée du quartier de Leopoldstadt, à Vienne. 

## Histoire
Le musée du district de Leopoldstadt a été inauguré en 1963 à l'initiative du chef du district de l'époque, Hubert Hladej, dans le bâtiment de bureaux où se trouvent la direction du district, la représentation du district et le bureau du district municipal. L'adresse est le 9 Karmelitergasse. Le musée est situé à l'entresol et s'étend sur 350 m2, dont environ 200 m2 sont continuellement présentés avec des expositions spéciales. L'objectif du musée du quartier est de présenter l'histoire de Leopoldstadt.

## Collections
Le musée du quartier de Leopoldstadt compte plus de 7 000 expositions. L'exposition se concentre sur « Les Juifs de Leopoldstadt », « Le vieux Léopoldstadt », « La Révolution de 1848 » et « La gare du Nord » . Il existe également de nombreuses vues photographiques de 1769. Une autre salle traite des espaces verts du quartier. Leopoldstadt comprend le Prater historique de Vienne avec la grande roue de Vienne.

## Liens web
- Site Internet du Musée du District de Leopoldstadt